# Destructor (banda)
Destructor es una banda estadounidense de thrash metal.

## Biografía
Era el año 1984, en el área de Cleveland, Ohio un grupo de muchachos formaba su banda. Sus primeras presentaciones las hicieron en The Pop Shop, local cercano al Cleveland Agora. A pesar de que la escena de Cleveland estaba dominada por bandas técnicas, su estilo llamó la atención de Bill Peters, presidente de Auburn Records, quién decidió contratar a Destructor para su sello.
Así, la agrupación entró a grabar el primer álbum en Suma Recording Studios, con la conducción del ingeniero Paul Hamman. "Maximum Destruction", nombre del primer álbum vio la luz en 1985. Rápidamente este álbum se convirtió en un representativo de la escena underground. El álbum recibió muy buenas críticas en prestigiosas revistas tales como Metal Forces, Kerrang!, Hit Parader y Metal Hammer.
Durante los siguientes años, Destructor fue banda soporte en giras de Anthrax, Slayer y Megadeth. Para 1987 comienzan a grabar el demo "Decibel Casualties", esta vez en Beachwood Studios.
Pero algo trágico sucedería. El 1 de enero de 1988, muere asesinado el bajista Dave "Holocaust" Iannica. La muerte de Holocaust devastó emocionalmente a Destructor. Comenzaron las audiciones para un nuevo bajista pero finalmente decidieron separarse en 1990.
Nueve años después, el nombre de Destructor reapareció cuando una reedición del álbum "Maximum Destruction" fue publicada por Roadrunner Records. La banda se reagrupó en el 2002, Jamie Walters tomó el lugar dejado por Holocaust en el bajo. tras el lanzamiento del "Sonic Bullet", participaron en festivales musicales de Europa y Estados Unidos, junto a agrupaciones como Iron Maiden, Dio y Motörhead. En el 2007 se publicó el tercer álbum, "Forever in Leather". Desde entonces, han editado sólo álbumes en vivo.

## Discografía
- Maximum Destruction - 1985
- Sonic Bullet - 2003
- Forever in Leather - 2007

## Integrantes
- Matt Flammable (batería, 1984- presente)
- Dave Overkill (voces, guitarra, 1984- presente)